# Плавання на літніх Олімпійських іграх 2020 — естафета 4x200 метрів вільним стилем (жінки)
Змагання з плавання в естафеті 4x200 метрів вільним стилем серед жінок на літніх Олімпійських іграх 2020 відбулися 28 - 29 липня 2021 року в Олімпійському центрі водних видів спорту. Це була сьома поява цієї дисципліни на Олімпійських іграх. Її проводять на кожній Олімпіаді, починаючи з 1996 року.

## Рекорди
Перед цими змаганнями чинні світовий і олімпійський рекорди були такими:
| Світовий рекорд     | - Австралія (AUS) - Аріарн Тітмус (1:54.27) - Медісон Вілсон (1:56.73) - Бріанна Тросселл (1:55.60) - Емма Маккеон (1:54.90) | 7:41.50 | Кванджу, Південна Корея          | 25 липня 2019 | [ 2 ]       |
| Олімпійський рекорд | - США (USA) - Міссі Франклін (1:55.96) - Дана Воллмер (1:56.02) - Шеннон Вріленд (1:56.85) - Еллісон Шмітт (1:54.09)         | 7:42.92 | Лондон, Велика Британія (острів) | 1 серпня 2012 | [ 3 ] [ 4 ] |

## Кваліфікація
На Олімпійські ігри кваліфікувалися збірні, що посіли перші 12 місць у цій дисципліні на Чемпіонаті світу з водних видів спорту 2019. Додатково кваліфікувалися 4 збірні, що показали найкращі результати на затверджених кваліфікаційних змаганнях під час кваліфікаційного періоду (від 1 березня 2019 до 30 травня 2020 року).

## Формат змагань
Змагання складаються з двох раундів: попередні запливи та фінал. Збірні, що показали 8 найкращих результатів у попередніх запливах, виходять до фіналу. У тому разі, коли на останнє місце потрапляння до фіналу претендують дві чи більше збірні з однаковим часом, передбачено перепливання.

## Розклад
Змагання тривають два дні, кожний раунд наступного дня.
Часовий пояс - японський стандартний час (UTC + 9)
| Дата     | Час   | Раунд             |
| -------- | ----- | ----------------- |
| 28 липня | 20:27 | Попередні запливи |
| 29 липня | 12:31 | Фінал             |

## Результати

### Попередні запливи
Збірні, що показали 8 найкращих результатів незалежно від запливу, виходять до фіналу.
| Місце | Заплив | Доріжка | Країна                           | Плавчині | Час     | Примітки |
| ----- | ------ | ------- | -------------------------------- | --- | ------- | -------- |
| 1     | 2      | 4       | Австралія (AUS)                  | Моллі О'Каллаган (1:55.11) Меґ Гарріс (1:57.01) Бріанна Тросселл (1:56.46) Темзін Кук (1:56.03)                 | 7:44.61 | Q        |
| 2     | 1      | 4       | США (USA)                        | Белла Сімс (1:58.59) Пейдж Мадден (1:55.96) Кейті Маклафлін (1:56.02) Брук Форд (1:57.00)                       | 7:47.57 | Q        |
| 3     | 1      | 5       | Китай (CHN)                      | Тан Мухань (1:57.29) Чжан Їфань (1:57.63) Дун Цзє (1:57.77) Лі Бінцзє (1:56.29)                                 | 7:48.98 | Q        |
| 4     | 2      | 5       | Канада (CAN)                     | Кетрін Савард (1:58.18) Ребекка Сміт (1:55.99) Мері-Софі Гарві (1:57.53) Сідні Пікрем (1:59.82)                 | 7:51.52 | Q        |
| 5     | 2      | 3       | Олімпійський комітет Росії (ROC) | Анастасія Гуженкова (1:57.26) Валерія Саламатіна (1:58.87) Вероніка Андрусенко (1:57.77) Анна Єгорова (1:58.14) | 7:52.04 | Q        |
| 6     | 1      | 3       | Німеччина (GER)                  | Ізабель Марі Ґозе (1:57.29) Леоні Кульманн (1:59.00) Марі Пітрушка (1:58.73) Анніка Брун (1:57.04)              | 7:52.06 | Q        |
| 7     | 1      | 2       | Франція (FRA)                    | Шарлотт Бонне (1:57.61) Ассія Туаті (1:58.59) Люсіль Тессаріоль (1:59.39) Марго Фабр (1:59.46)                  | 7:55.05 | Q        |
| 8     | 2      | 6       | Угорщина (HUN)                   | Жужанна Якабош (1:59.19) Лаура Вереш (1:57.88) Евелін Веррасто (2:00.35) Айна Кешей (1:58.74)                   | 7:56.16 | Q        |
| 9     | 1      | 6       | Японія (JPN)                     | Іґарасі Тіхіро (1:57.87) Ріо Сірай (1:59.94) Наґіса Ікемото (2:00.25) Аой Масуда (2:00.33)                      | 7:58.39 |          |
| 10    | 2      | 7       | Бразилія (BRA)                   | Аліне Родрігес (2:00.15) Ларісса Олівейра (2:01.50) Наталія Алмейда (1:59.18) Габріелле Ронкатто (1:58.67)      | 7:59.50 |          |
| 11    | 1      | 1       | ПАР (RSA)                        | Айме Канні (1:58.41) Ребекка Медер (2:00.53) Дуне Кутзе (1:59.75) Ерін Галлагер (2:02.87)                       | 8:01.56 |          |
| 12    | 2      | 1       | Нова Зеландія (NZL)              | Еріка Фейрветер (1:57.38) Каріна Дойл (2:02.18) Їв Томас (2:00.75) Алі Ґілієр (2:05.85)                         | 8:06.16 |          |
| 13    | 1      | 7       | Туреччина (TUR)                  | Вікторія Зейнеп Гюнеш (2:04.42) Беріл Бьоджеклер (2:02.03) Деніз Ертан (2:04.15) Мерве Тунджель (2:00.36)       | 8:10.96 |          |
| 14    | 1      | 8       | Південна Корея (KOR)             | Чун Хьон Йон (2:01.27) Кім Со Йон (1:59.98) Хан Та Кьон (2:04.38) Ан Се Хьон (2:05.53)                          | 8:11.16 |          |
| 15    | 2      | 2       | Італія (ITA)                     | Стефанія Піроцці (2:01.64) Анна К'яра Масколо Джулія Ветрано Федеріка Пеллегріні                                | DSQ     |          |
| 15    | 2      | 8       | Гонконг (HKG)                    | | DNS     |          |

### Фінал
| Місце | Доріжка | Країна                           | Плавчині                                                                                    | Час     | Примітки |
| ----- | ------- | -------------------------------- | ------------------------------------------------------------------------------------------- | ------- | -------- |
| 1     | 3       | Китай (CHN)                      | Ян Цзюньсюань Тан Мухань Чжан Юйфей Лі Бінцзє                                               | 7:40.33 | WR       |
| 2     | 5       | США (USA)                        | Еллісон Шмітт Пейдж Мадден Кейті Маклафлін Кейті Ледекі                                     | 7:40.73 | AM       |
| 3     | 4       | Австралія (AUS)                  | Аріарн Тітмус Емма Маккеон Медісон Вілсон Ліа Ніл                                           | 7:41.29 | OC       |
| 4     | 6       | Канада (CAN)                     | Саммер Макінтош Ребекка Сміт Кайла Санчес Пенні Олексяк                                     | 7:43.77 | NR       |
| 5     | 2       | Олімпійський комітет Росії (ROC) | Єгорова Анна Дмитрівна Валерія Саламатіна Вероніка Андрусенко Гуженкова Анастасія Дмитрівна | 7:52.15 |          |
| 6     | 7       | Німеччина (GER)                  | Ізабель Марі Ґозе Леоні Кульманн Марі Пітрушка Анніка Брун                                  | 7:53.89 |          |
| 7     | 8       | Угорщина (HUN)                   | Жужанна Якабош Лаура Вереш Айна Кешей Богларка Капаш                                        | 7:56.62 |          |
| 8     | 1       | Франція (FRA)                    | Шарлотт Бонне Ассія Туаті Люсіль Тессаріоль Марго Фабр                                      | 7:58.15 |          |